# 蒂略山
11°49′15″S 75°5′27″W / 11.82083°S 75.09083°W
蒂略山（T'illu），是秘魯的山峰，位於該國中部胡寧大區的康塞普西翁省，屬於安第斯山脈中瓦伊塔帕利亞納山脈的一部分，海拔高度約5,050米。